# 克洛夫站
克洛夫站（羅馬化：Klovska,  （ⓘ）），舊名梅契尼可夫站（烏克蘭語：Мечнікова，羅馬化：Mechnikova，得名自生物學者伊利亞·梅契尼可夫）是基輔地鐵瑟雷茨-佩切拉線的一個車站。克洛夫站開通於1989年12月31日，設計者是A. Krushinskiy，L. Kachalova，O. Cherevko和M. Solyanyk，裝飾較為樸素。

## 外部連結
- （乌克兰語） Kyivsky Metropoliten - Station description and Photographs
- （俄文） Metropoliten.kiev.ua （页面存档备份，存于） - Station description and Photographs
- （捷克文） Zarohem.cz - Photographs